# TEAM -警視庁特別犯罪捜査本部-
『TEAM -警視庁特別犯罪捜査本部-』（チーム けいしちょうとくべつはんざいそうさほんぶ）は、2014年4月16日から6月11日まで、テレビ朝日系列で毎週水曜21:00 - 21:54（JST）に全9話が放送された、東映制作の刑事ドラマ。主演は小澤征悦で、2024年現在「水曜21時」枠において最後に放送された、シリーズ物ではない連続ドラマである。

## 登場人物

### 主人公
佐久晋吾（さく しんご）
演 - 小澤征悦
経歴：警視庁刑事部捜査第一課管理官
→ 警視庁湖玉警察署副署長
階級は警視。ノンキャリアながら、史上最年少で管理官に抜擢された。だが、本人はそれ以上の出世を望んではいない。「捜査員は自分の駒」と言い放つほど、冷淡で捜査員から反発されることもしばしば。

### 警視庁刑事部捜査第一課
屋敷大地（やしき だいち）
演 - 塚本高史
管理官付運転手。階級は巡査長。
谷中寿也（やなか としや）
演 - 西田敏行
刑事部長。

#### 第13係
島野誠（しまの まこと）
演 - 田辺誠一
係長。階級は警部。警視総監の甥
太田文平（おおた ぶんぺい）
演 - 神尾佑
階級は巡査部長。機動隊出身。
加藤善治（かとう よしはる）
演 - 田中隆三
階級は警部補。
中藤卓（なかふじ たく）
演 - 猪野学
階級は巡査部長。
風間輝樹（かざま てるき）
演 - 篠田光亮
階級は巡査長。
小菅光晴（こすげ みつはる）
演 - 渡辺いっけい
階級は警部補。

### ゲスト
複数話・単話登場の場合は演者名の横の括弧（）内に表記。
第1話「座らされた毒殺死体の謎」
- 新津東二（警視庁丸の内西警察署刑事課強行犯係巡査部長） - 古谷一行
- 若月健太郎（中日本興商社長） - 浜田晃
- 木野吉晴（中日本興商経営戦略部部長） - 佐戸井けん太
- 恩田浩（丸の内西警察署署長） - 中丸新将
- 北田雅彦（東京検察庁特別捜査部部長） - 藤田宗久（第7話）
- 坂口優一（東京検察庁特別捜査部検事） - 山口祥行
- 古川達郎（丸の内西警察署刑事課課長） - 吉満涼太
- 越坂奈月（クラブホステス） - 三津谷葉子
- 黒田政志（クラブ経営者） - 外川貴博
- 岡本泰之（木野の部下） - 飛弾信也

第2話「眠れる花嫁と偽の結婚指輪」
- 岩瀬厚一郎（警視庁浅草中央警察署刑事課課長） - ダンカン
- 須貝仁（浅草中央警察署署長） - 清水章吾
- 小松恵太（浅草中央警察署警務課人事係巡査） - 少路勇介
- 星野佳世（ゆかりの親友） - 高野志穂
- 小野田佑馬（浅草中央警察署刑事課捜査員） - 河野洋一郎
- 脇田さくら（元法務大臣の妻） - 岩倉高子
- 磯崎ゆかり（元法務大臣の娘） - 舞風りら
- 千葉竜吾（脇田アパート住人） - 福井博章
- 三田村裕一（元法務大臣の秘書） - 石井淳
- 山下和宏（浅草中央警察署刑事課巡査長） - 石河健

第3話「盗聴された女子大生殺人!!」
- 田村裕司（警視庁千代田西警察署刑事課課長） - 矢島健一
- 河合正宗（東都新聞社会部部長） - 大河内浩
- 水田清太（東都新聞社主） - 大林丈史
- 神沢周作（千代田西警察署署長） - 森下哲夫
- 朝比奈徹平（千代田西警察署警務課備品係巡査部長） - 橋爪遼
- 岡崎圭一（千代田西警察署刑事課捜査員・田村の部下） - 土屋裕一
- 長部雄一（東都新聞社会部デスク） - 渡辺憲吉
- 吉野透（田村の部下） - 田崎トシミ
- 矢野正雄（田村の部下） - 一條俊
- 安達圭介（大野の友達・カフェトリトン店員） - タモト清嵐
- 中村隆明（盗聴器製造業者） - 越村友一
- 高木雄介（元東都新聞社会部記者） - 青柳尊哉
- 青柳文香（ストーカー殺人事件被害者） - 中島愛里
- 安西佐百合（高木の元交際相手） - 山崎智恵
- 大野和之（ストーカー殺人事件重要参考人） - 菅裕輔

第4話「狙われた赤いピンヒール!!」
- 陣内則文（警視庁北品川警察署副署長） - 山田純大
- 細川茂一（警視庁刑事部捜査第一課庶務担当管理官） - 飯田基祐（最終話）
- 狩野正男（北品川警察署署長） - 山田明郷
- 香田孝也（北品川警察署刑事課捜査員） - 山下徹大
- 沖（刑事） - 平野貴大
- 武藤恵介（司法書士試験浪人） - 今野浩喜（キングオブコメディ）
- 橋本潤子（里美の上司） - 猫背椿
- 岩崎玲奈（羽川商事営業部社員） - 小川夏果
- 山口里美（外資系企業社員） - 山下真実子

第5話「赤い布の殺人トリック!!」
- 八神創（警視庁刑事部捜査第一課課長） - 佐藤浩市
- 師岡恒夫（警視庁中野中央警察署刑事課巡査部長） - でんでん
- 北村貞郎（中野中央警察署署長） - 朝倉伸二
- 渡辺直彰（中野中央警察署刑事課課長） - 青山勝
- 三浦和彦（トレヴィレストランエンタプライズ常務） - 鈴木一真
- 神山明（トレヴィレストランエンタプライズ専務） - 浅見小四郎
- 大友勇次（大友企画社長） - 新納敏正
- 武藤健介（大友企画幹部） - 内野智
- 木村一也（竜聖会下部組織構成員） - 増澤ノゾム
- 新井健太（竜聖会下部組織構成員） - 遠山雄
- 桐谷翔（竜聖会下部組織構成員） - 榎本桜
- 大瀧和夫（トレヴィレストランエンタプライズ社長） - 佐藤力
- 大瀧順子（大瀧の妻） - 梅澤房子

第6話「赤い炎と黒ずくめの女!!」
- 中井則行（公正取引委員会犯則審査部捜査官） - 堀部圭亮
- 森村麻紀（警視庁西新宿警察署生活安全課ストーカー担当巡査） - 近野成美
- 百瀬真理子（百瀬の妻） - 宮地真緒
- 坂上直樹（西新宿警察署刑事課課長） - 平賀雅臣
- 川辺路子（長志万屋商品部部長） - 濱田のり子
- 庄司幸夫（長志万屋商品部PB課課長） - 水野智則
- 有村春海（百瀬の元愛人） - 星野あかり
- 吉村宏（西新宿警察署生活安全課係長） - 北嶋テツヤ
- 百瀬健三（長志万屋商品部PB課仕入担当社員） - 若林久弥
- 鹿野政夫（百瀬の通訳兼現地ガイド） - 八巻博史
- 前田龍樹（バーアキレスマスター） - 森本のぶ

第7話「白骨死体と外国籍を持つ男」
- 市川樹理（児童養護施設出身者） - 浅見れいな
- 仲正利樹（投資ファンド代表） - 西村雅彦（少年期：高山純平）
- パギ・スカルナ（コンガス共和国伯爵） - 西村雅彦
- 近田光雄（外務省アジア大洋州局局長） - 山中敦史
- 西崎隆治（仲正の同郷者） - 井川哲也
- 村上一樹（パギの側近） - 隈部洋平
- 市川真理（樹理の母） - 荒川裕海
- 所轄署の女性警察官（捜査本部で刑事たちにお茶を配る）- 弘中綾香

第8話「死体の手に書かれた暗号文」
- 関田陽介（帝和大学工学部部長） - 浅野和之
- 小川卓郎（警視庁目黒東警察署強行犯分室継続捜査班警部補） - モロ師岡
- 陶久守（経済産業省政策局局長） - 中村育二
- 高橋健一（帝和大学工学部関田研究室院生） - 山口大地
- 布川麻奈美（関田研究室元研究員） - 太宰美緒
- 佐藤和彦（日の出造船幹部社員） - 芹澤名人
- 宮本正彦（日の出造船社員） - 金城大和

最終話「殺人を見ていた婚約指輪」
- 稲葉司（警視庁刑事部捜査第一課第8係係長） - 菅原大吉
- 小原茂樹（大日本建設会長） - 団時朗
- 吉崎文雄（大日本建設社長） - 三浦浩一
- 沢村和也（大日本建設営業部業務課長） - 長谷川朝晴
- 吉崎仁美（吉崎の娘・沢村の婚約者） - 和希沙也
- 西田啓太（稲葉の部下） - 中脇樹人
- 蘇我進（稲葉の部下） - 吉藤健太郎
- 和田直二（警視庁鑑識課員） - 石田佳央
- 小原里子（小原の妻） - 津村純子
- 小原妙子（小原の娘・沢村の元婚約者） - 田口寛子
- 寺山宏（死刑囚・連続強盗殺人事件受刑者） - 奥瀬繁
- 住吉貞男（庭師・強盗殺人事件の目撃者） - 佐藤祐四
- 佐藤圭一（鈴熊建設社員） - 日野弘毅
- 高橋享（公団職員） - 後藤義典
- 中村大蔵（法務大臣・元検事） - 石橋蓮司

## スタッフ
- 脚本 - 吉本昌弘、大石哲也、真野勝成、徳永富彦、岡崎由紀子
- 音楽 - 吉川清之
- 監督 - 猪崎宣昭、新村良二
- 主題歌 - 加藤ミリヤ×清水翔太「ESCAPE」[6]（Sony Music Records / MASTERSIX FOUNDATION）
- 助監督 - 丸毛典子、安養寺工
- 撮影 - 浜田毅、冨永健二
- 刑事・警察監修 - 倉科孝靖
- 技斗 - 二家本辰巳
- ゼネラルプロデューサー - 松本基弘（テレビ朝日）
- プロデューサー - 藤本一彦（テレビ朝日）、金丸哲也（東映）、和佐野健一（東映）
- ラインプロデューサー - 磯崎憲一
- アシスタントプロデューサー - 峰島あゆみ、沖拓史
- 制作 - テレビ朝日、東映

## 放送日程
- 第5話は11分拡大の22:05まで放送[5]。

| 放送回                                                        | 放送日  | サブタイトル             | 脚本       | 監督     | 視聴率 |
| ------------------------------------------------------------- | ------- | ------------------------ | ---------- | -------- | ------ |
| 1                                                             | 4月16日 | 座らされた毒殺死体の謎   | 吉本昌弘   | 猪崎宣昭 | 09.1%  |
| 2                                                             | 4月23日 | 眠れる花嫁と偽の結婚指輪 | 吉本昌弘   | 猪崎宣昭 | 09.9%  |
| 3                                                             | 4月30日 | 盗聴された女子大生殺人!! | 大石哲也   | 新村良二 | 10.2%  |
| 4                                                             | 5月07日 | 狙われた赤いピンヒール!! | 真野勝成   | 新村良二 | 09.6%  |
| 5                                                             | 5月14日 | 赤い布の殺人トリック!!   | 徳永富彦   | 猪崎宣昭 | 10.6%  |
| 6                                                             | 5月21日 | 赤い炎と黒ずくめの女!!   | 岡崎由紀子 | 新村良二 | 08.7%  |
| 7                                                             | 5月28日 | 白骨死体と外国籍を持つ男 | 真野勝成   | 猪崎宣昭 | 09.4%  |
| 8                                                             | 6月04日 | 死体の手に書かれた暗号文 | 吉本昌弘   | 新村良二 | 08.5%  |
| 9                                                             | 6月11日 | 殺人を見ていた婚約指輪   | 吉本昌弘   | 猪崎宣昭 | 09.0%  |
| 平均視聴率 9.4%（視聴率はビデオリサーチ調べ、関東地区・世帯） |         |                          |            |          |        |